# Шкурный, Валерий Иванович
Вале́рий Ива́нович Шку́рный (1 апреля 1959 — 8 марта 2000) — сотрудник СОБР МВД России, заместитель начальника СОБР управления по борьбе с организованной преступностью при УВД Брянской области, капитан милиции. Участник первой и второй чеченских войн, Герой Российской Федерации (4.07.2000, посмертно).

## Биография
Валерий Шкурный родился 1 апреля 1959 года в деревне Михайловна Клинцовского района Брянской области. По национальности — русский. В 1978 году, после окончания Клинцовского текстильного техникума, был призван в ряды Вооружённых Сил. В период срочной службы дослужился до должности командира отделения. Через год после увольнения в запас вернулся в армию и 9 лет был комсомольским работником.
В декабре 1993 года перешёл на службу в органы внутренних дел. Последовательно работал стажёром, оперуполномоченным, старшим оперуполномоченным, заместителем начальника СОБР управления по борьбе с организованной преступностью при УВД Брянской области.
Принимал участие во многих операциях по захвату опасных преступников, по изъятию оружия и боеприпасов. В 1995 году не попал в первую группу отправлявшуюся в Чечню, так как в это время находился в отпуске. Поехал в Чечню со второй группой, в конце 1995 году, когда ситуация в республике была наиболее сложной и непонятной.
Летом 1996 года, Шкурный вновь отправился в командировку в Чечню. На этот раз его отряд был направлен в Грозный. Им поручили охранять главный штаб оперативного управления. В связи с тем, что в совместное патрулирование по городу направили российских милиционеров и чеченских боевиков, возникло некоторое напряжение. Чтобы разрядить обстановку, Валерий Иванович предложил сразиться на футбольном поле: русские — чеченцы. Со стороны МВД РФ в команду входили сотрудники Брянского СОБР и Калининградского ОМОН. Поклонников футбола немало нашлось с обеих сторон, и его поддержали. Матч закончился со счётом 3-1 в пользу сотрудников МВД РФ. Тот матч из полуразрушенного Грозного несколько раз потом транслировался по центральному телевидению.
В свою третью командировку, уже во время второй Чеченской кампании Шкурный поехал в конце 1999 года, несмотря на то, что у него уже имелась выслуга лет и можно было уходить на заслуженный отдых. Валерий Иванович волновался за молодых ребят из своего отряда, и они, во многом, благодаря ему, все вернулись из Чечни живыми и здоровыми.
8 марта 2000 года, Шкурный участвовал в специальной операции на территории села Комсомольское (ныне село Гой-Чу Урус-Мартановского района Чечни). Спасая раненых бойцов своего отряда, погиб, накрыв своим телом гранату.
Указом Президента Российской Федерации № 1243 от 4 июля 2000 года за мужество и героизм, проявленные при исполнении воинского долга в Северо-Кавказском регионе, капитану Валерию Ивановичу Шкурному посмертно было присвоено звание Героя Российской Федерации.

## Награды
- Герой Российской Федерации (4 июля 2000 года), посмертно)
- Медаль ордена «За заслуги перед Отечеством» 2 степени
- другие медали

## Память
- Имя Героя России Валерия Шкурного присвоено Брянскому кадетскому корпусу[4][5][6].
- В 2013 году в память о Шкурном была выпущена почтовая марка из серии «Герои Российской Федерации»[7].
- В 2016 году был проведён 16-й международный турнир по футболу памяти героя России Валерия Ивановича Шкурного.